# Juanjo Nieto
Juan José Nieto Zarzoso (Castellón, 3 de octubre de 1994), más conocido como Juanjo Nieto, es un futbolista español que juega en la posición de defensa en el N. K. Celje de la Primera Liga de Eslovenia.

## Trayectoria
Se formó en las categorías inferiores del C. D. Castellón y tras llegar al primer equipo, en 2013 ingresó en la estructura del Real Valladolid, donde jugó en su filial en las temporadas 2013-14 y 2014-15. 
Más tarde, se marchó al C. D. Atlético Baleares y después al filial del R. C. D. Mallorca, llegando a jugar con el primer equipo en Segunda División.
Tras el descenso del R. C. D. Mallorca a Segunda División B, en 2017 fichó por el Hércules Club de Fútbol. En las dos temporadas disputadas en el conjunto alicantino jugó 78 partidos, quedándose cerca del de ascenso a Segunda División en la última de ellas.
En agosto de 2019 se convirtió en jugador del Real Oviedo para los siguientes dos años. Tras finalizar su contrato y rechazar una oferta de renovación del club ovetense, en julio de 2021 firmó como agente libre por la U. D. Almería.
Tras quedarse sin equipo, el 5 de diciembre de 2022 fichó por la Sociedad Deportiva Huesca hasta junio de 2024. Una vez quedó libre optó por probar suerte fuera de España y firmó por dos años con el N. K. Celje esloveno.

## Clubes
| Club                     | País      | Año       |
| ------------------------ | --------- | --------- |
| C. D. Castellón          | España    | 2013      |
| Real Valladolid Promesas | España    | 2013-2015 |
| C. D. Atlético Baleares  | España    | 2015-2016 |
| R. C. D. Mallorca "B"    | España    | 2016-2017 |
| Hércules C. F.           | España    | 2017-2019 |
| Real Oviedo              | España    | 2019-2021 |
| U. D. Almería            | España    | 2021-2022 |
| S. D. Huesca             | España    | 2023-2024 |
| N. K. Celje              | Eslovenia | 2024-act. |

## Palmarés

### Títulos nacionales
| Título            | Club        | País      | Año  |
| ----------------- | ----------- | --------- | ---- |
| Copa de Eslovenia | N. K. Celje | Eslovenia | 2025 |